# Lucia Berlin
Lucia Brown Berlin (Juneau, Alaska, 12 de novembre de 1936 - Marina del Rey, Califòrnia, 12 de novembre de 2004) fou una escriptora estatunidenca. Va tenir un petit nombre de seguidors, però no va arribar a un públic massiu durant la seva vida. Va assolir la fama literària de forma sobtada onze anys després de la seva mort, l'agost de 2015, amb la publicació de Farrar, Straus and Giroux d'un volum de selecció de contes seleccionats, Manual per a dones de fer feines, editat per Stephen Emerson. Va arribar a la llista de bestsellers de The New York Times a la seva segona setmana, i al cap d'unes setmanes, havia venut més que tots els seus llibres anteriors junts. L'obra no es va poder presentar a la majoria dels premis, ja sigui perquè l'autora era morta o per ser un recopilatori, però va ser nomenada per a un gran nombre de llistes, incloent-hi la llista dels deu millors llibres de 2015 segons The New York Times Book Review. També va ser una de les finalistes per al Premi Kirkus.
Posteriorment a l'èxit de Manual per a dones de fer feines es va publicar una segona antologia de l'autora, Un vespre al paradís (2018) publicada en català a L'Altra editorial.

## Obra publicada
- A Manual for Cleaning Ladies. Illustrations by Michael Myers. Washington, D.C. [i.e. Healdsburg, Califòrnia]: Zephyrus Image, 1977. OCLC 6148887 Traduït al català com a Manual per a dones de fer feines (L'Altra, 2016)
- Angels Laundromat: Short Stories. Berkeley, CA: Turtle Island for the Netzahaulcoyotl Historical Society, 1981. ISBN 978-0-913-66639-5 OCLC 7532068
- Legacy. Berkeley, CA: Poltroon Press, 1983. Illustrated by Michael Bradley. OCLC 10869572
- Phantom Pain: Sixteen Stories. Bolinas, CA: Tombouctou Books, 1984. ISBN 978-0-939-18028-8 OCLC 633368020
- Safe & Sound. Berkeley, CA: Poltroon Press, 1988. Illustrated by Frances Butler. ISBN 978-0-918-39505-4 OCLC 123106761
- Homesick: New & Selected Stories. Santa Rosa CA: Black Sparrow Press, 1990. ISBN 978-0-876-85816-5 OCLC 22597395
- So Long: Stories, 1987-1992. Santa Rosa, CA: Black Sparrow Press, 1993 ISBN 978-0-876-85894-3 OCLC 27381091
- Where I Live Now: Stories, 1993-1998. Santa Rosa, CA: Black Sparrow Press, 1999. ISBN 978-1-574-23091-8 OCLC 475160702
- A Manual for Cleaning Women: Selected Stories. Edited by Stephen Emerson. Foreword by Lydia Davis. New York, NY: Farrar, Straus and Giroux, 2015. ISBN 978-0-374-20239-2 OCLC 898433447

Publicacions pòstumes
- Berlin, Lucia. 2005. "Cartes a August Kleinzahler." La Revisió de Londres de Llibres. Vol. 27, No. 15: pp. 33–34. ISSN 0260-95920260-9592 OCLC 99818133 99818133
- Berlin, Lucia. 2015. "B.F. I Em." La Revisió de París. No. 213: Summer 2015. pp. 269–269. ISSN 0031-2037 0031-2037 OCLC 5858374865 5858374865

Multimèdia
- Berlin, Lucia, Yasunari Kawabata, i Amy Hempel. Lucia Berlin: Summer 1991. Naropa Institut, 1991. 3 cassets d'àudio. L'àudio de dues classes va aguantar a Naropa Institut en Boulder, Colorado durant Summer 1991. Naropa Àudio Archive: 20051107, 20051111. OCLC 63682481 63682481
- Berlin, Lucia. Lectura de Berlin de la Lucia 12 Nov 93 a Sala de Conferència del Lincoln, Naropa. Naropa Institut, 1993. 1 casset d'àudio. Lectura de Berlin de la Lucia a Naropa novembre d'Institut 12, 1993. Naropa Àudio Archive: 20051208. OCLC 62873090 62873090
- Berlin, Lucia, Bobbie Louise Hawkins, Molly Giles, i Lorna Dee Cervantes. W&P Lectura Cervantes; Hawkins; Giles, Berlin. Naropa Institut, 1997. 2 cassets d'àudio. Escrivint i lectura de poètica que presenta Lorna Dee Cervantes, Bobbie Louise Hawkins, Molly Giles, i Lucia Berlin. Naropa Àudio Archive: 20060118, 20060119. OCLC 70077867 70077867

Altres
- Berlin, Lucia. Rigorós. Oakland, CA: Mark Berlin, 1992. OCLC 651063912 651063912
- Berlin, Lucia. De Luna Nueva. Boulder, CO: Kavyayantra Premsa a Jack Kerouac Escola de Disembodied Poètica, novembre 1993. OCLC 441842670 441842670
- Berlin, Lucia. La Lluna: no hi ha Cap Lluna Agrada damunt en una Nit de Nou Mèxic Clara. Boulder, CO: Kavyayantra Premsa a Jack Kerouac Escola de Disembodied Poètica, 1997. OCLC 794174724 794174724